# Garay Kálmán
Dr. Garay Kálmán, született Ferlicska Kálmán (Nyíregyháza, 1852. február 19.–Nyíregyháza, 1906. július 21.), ügyvéd, országgyűlési képviselő, a Nyiregyházi kölcsönös segélyző egyesület elnöke, Szabolcs vármegye törvényhatóságának- Nyiregyháza város képviselő-testületének a tagja, a nyíregyházi ipartestület díszelnöke, az iparos ifjak önképző egyletének és a városi dalárdának elnöke.

## Élete
Garay Kálmán dr. eredetileg a "Ferlicska" vezetéknév alatt született és 1905-ben, gyermekeivel együtt vette fel a "Garay" nevet. Apja Ferlicska János, kereskedő, anyja Rigovszky Matild. Tanulmányait Szatmáron, Egerben és Budapesten végezte. Jogtudori oklevelét 1877-ben, az ügyvédit 1879-ben megszerezvén, ügyvédi irodáját Budapesten nyitotta meg és ez időben tevékeny részt vett a ferencvárosi polgári kör megalakításában. Már kora ifjúságában a szabadelvű párt hívének vallotta magát és Kemény Gábor báró miniszter megválasztása alkalmával a IX és a X. kerületi szabadelvű párt jegyzője volt.
Családi körülmények folytán 1882-ben ügyvédi irodáját szülővárosába, Nyíregyházára tette át és e talpig ellenzéki kerületben néhányadmagával alakította és szervezte a szabadelvű pártot, melynek elnökévé is választatott. E tisztséget egész országgyűlési képviselővé megválasztásáig viselte. Mint ügyvéd sok szolgálatot tett városa emelkedése érdekében, így különösen létesítette az iparos ifjúsági egyletet és az ipartestületet is, amelynek az elnöke, illetve tiszteletbeli elnöke is lett. 1893-ban egyhangúlag a város tiszti ügyészévé, 1896-ban pedig képviselővé választatott. A naplóbíráló bizottság tagja.

## Házassága és leszármazottjai
1885. november 10-én Nyíregyházán, feleségül vette Andor Anna Ilona (Nyíregyháza, 1865. november 2.–Nyíregyháza, 1937. március 11.) kisasszonyt, aki eredetileg az Andráscsik Anna név alatt született; a menyasszonynak a szülei Andráscsik József nyíregyházi lakatosmester és Mihovics Etelka (1846–1900) voltak. Garay Kálmánné Andor Anna fivére Andor József (1871–1918) pedagógus, író, irodalomtörténész. Garay Kálmán és Andor Anna frigyéből született:
- Garay Anna (Nyíregyháza, 1886. augusztus 16.–Nyíregyháza, 1953. december 19.).[9]
- dr. Garay Gyula Ernő József (Nyíregyháza, 1888. október 6. –Nyíregyháza, 1945. április 4.)[10]
- Garay Mária Terézia (Nyíregyháza, 1896. május 7.)[11]
- Garay Etelka Klára Ilona (Nyíregyháza, 1897. december 7.–Budapest, 1975. június 2.)[12] Férje: Marconnay Tibor (eredeti neve: virtsológi Rupprecht Tibor) (Sajtoskál, 1896. február 12. – Budapest, 1970. április 13.) költő, újságíró, műfordító, jogász. Garai Gábor költő apja.